# Giacomo Merchi
Giacomo Merchi (1730 – 1789) è stato un chitarrista italiano, di origine bresciane, che operò in Francia e nel Regno Unito.
È ritenuto uno dei precursori nell'uso del pentagramma con chiave di violino per notare le partiture musicali per chitarra. Con il suo "Traité des Agrémens de la Musique Executées sur la Guitare" (Paris, 1777) gettò inoltre le basi della pedagogica chitarristica moderna.
Quattro suoi duetti sono pubblicati in "Guitarrekuns im Frankreich des 17. und 18. Jahrhundersts" disco Christophorus entrée series CHS 0073-2